# Lista tomów serii Seven Deadly Sins
Ten artykuł zawiera listę tomów serii Seven Deadly Sins autorstwa Nakaby Suzukiego, publikowanej w magazynie „Shūkan Shōnen Magazine” wydawnictwa Kōdansha od 10 października 2012 do 25 marca 2020. Rozdziały mangi zostały później skompilowane do 41 tankōbonów, które wydawane były od 15 lutego 2013 do 15 maja 2020.
W Polsce prawa do dystrybucji serii nabyło wydawnictwo Studio JG, a pierwszy tom ukazał się 26 kwietnia 2019.
| Nr | Język japoński       | Język japoński         | Język polski         | Język polski           |
| Nr | Data wydania         | ISBN                   | Data wydania         | ISBN                   |
| --- | -------------------- | ---------------------- | -------------------- | ---------------------- |
| 1 | 15 lutego 2013       | ISBN 978-4-06-384802-1 | 26 kwietnia 2019     | ISBN 978-83-8001-419-0 |
| Lista rozdziałów - 1. Siedem grzechów głównych (jap. 七つの大罪 Nanatsu no taizai) - 2. Miecz świętego rycerza (jap. 聖騎士の剣 Seikishi no ken) - 3. Zrobić to, co należy (jap. 自分がやるべきこと Jibun ga yarubeki koto) - 4. Le péché au bois dormant (jap. 眠れる森の罪 Nemureru mori no tsumi) - 5. Wspomnienie ciemności (jap. 暗闇の記憶 Kurayami no kioku) |                      |                        |                      |                        |
| 2 | 17 kwietnia 2013     | ISBN 978-4-06-384852-6 | 11 czerwca 2019      | ISBN 978-83-8001-450-3 |
| Lista rozdziałów - 6. Święty rycerz Gilthunder (jap. 聖騎士ギルサンダー Seikishi Girusandā) - 7. Więzień ciemności (jap. 暗闇の虜囚 Kurayami no ryoshū) - 8. Dziewczęce marzenia (jap. 少女の夢 Shōjo no yume) - 9. Nawet nie waż się tknąć! (jap. 触れてはならない Furete wa naranai) - 10. Zło, którego nie widać (jap. 見えざる悪意 Miezaru akui) - 11. Nawet jeśli zginiesz (jap. たとえあなたが死んでも Tatoe anata ga shindemo) - 12. Uczta chaosu (jap. 混沌の宴 Konton no utage) - 13. Gotowi na wszystko (jap. 捧げる覚悟 Sasageru kakugo) - 14. Eksplozja (jap. エクスプロージョン Ekusupurōjon) |                      |                        |                      |                        |
| 3 | 17 czerwca 2013      | ISBN 978-4-06-384884-7 | 29 lipca 2019        | ISBN 978-83-8001-468-8 |
| Lista rozdziałów - 15. Grze dwóch się bije, tam trzeci obrywa (jap. 再会のとばっちり Saikai no tobacchiri) - 16. Pieśń o początku (jap. はじまりの詩 Hajimari no uta) - 17. Nadchodzi burza (jap. 嵐の予感 Arashi no yokan) - 18. Znowu się widzimy (jap. 感動の再会 Kandō no saikai) - 19. Grzech chciwości (jap. 強欲の罪 Gōyoku no tsumi) - 20. Na rozstajach (jap. 二つの道 Futatsu no michi) - 21. Le chevalier de la vengeance (jap. リベンジ・ナイト Ribenji naito) - 22. Przerażająca propicielka (jap. 恐るべき追跡者 Osorubeki tsuiseki-sha) - Bonusik. Nic się tu nie zmarnuje (jap. 無駄なものなんて何一つ Muda na mono nante nani hitotsu) |                      |                        |                      |                        |
| 4 | 16 sierpnia 2013     | ISBN 978-4-06-394918-6 | 18 września 2019     | ISBN 978-83-8001-483-1 |
| Lista rozdziałów - 23. Kiedyś na pewno (jap. いつか必ず Itsuka kanarazu) - 24. To mają być te niedoścignione legendy? (jap. 追いつめられる伝説たち Oitsumerareru densetsu-tachi) - 25. Może być i czworo na jedną (jap. よろしければ四対一で Yoroshikereba yon tai ichi de) - 26. Pożegnanie (jap. 死者たちとの別れ Shisha-tachi to no wakare) - 27. Bezlitosny deszcz (jap. 無情の雨 Mujō no ame) - 28. Niebezpieczny mężczyzna (jap. キケンなオトコ Kiken na otoko) - 29. Puls ciemności (jap. 暗黒の脈動 Ankoku no myakudō) - Bonusik. Rozbójnik Ban (jap. バンデット・バン Bandetto Ban) |                      |                        |                      |                        |
| 5 | 17 października 2013 | ISBN 978-4-06-394947-6 | 4 listopada 2019     | ISBN 978-83-8001-503-6 |
| Lista rozdziałów - 30. Do boju, wielbiciele turniejów i festiwali! (jap. 集まれ！お祭り野郎共 Atsumare! Omatsuri yarō-domo) - 31. Turniej walki wręcz w Vaizel (jap. バイゼル喧嘩祭り Baizeru kenka matsuri) - 32. Parada siłaczy (jap. 強者そろいぶみ Tsuwamono soroibumi) - 33. Czas na rozróbę (jap. 大荒れ模様 Ōare moyō) - 34. Meliodas versus Ban (jap. メリオダフ対バーン Meriodafu tai Bān) - 35. Zrabowana moc Meliodasa (jap. 奪われたメリオダス Ubawareta Meriodasu) - 36. W mgnieniu oga (jap. 瞬きするその刹那 Mabataki suru sono setsuna) - 37. Komu bije dzwon (jap. 近づく邂逅 Chikazuku kaikō) - Bonusik. Sprawiedliwość i dziewczyna (jap. 彼女の正義 Kanojo no seigi) |                      |                        |                      |                        |
| 6 | 17 grudnia 2013      | ISBN 978-4-06-384802-1 | 3 stycznia 2020      | ISBN 978-83-8001-522-7 |
| Lista rozdziałów - 38. Przypadek i przeznaczenie (jap. 偶然と必然 Gūzen to hitsuzen) - 39. Wspomnienia z przeszłości (jap. 積年の思い Sekinen no omoi) - 40. Finał turnieju walki wręcz w Vaizel (jap. バイゼル喧嘩祭り決勝戦 Baizeru kenka matsuri kesshōsen) - 41. Le canon des cauchemars (jap. 戦慄のカノン Senritsu no kanon) - 42. Nowa generacja (jap. デーモン・リアクター Dēmon riakutā) - 43. Ryzykowne przedsięwzięcie (jap. 危険な賭け Kiken na kake) - 44. O krok od rozpaczy (jap. 絶望へのカウントダウン Zetsubō e no kauntodaun) - 45. Karnawał okrucieństwa (jap. 暴虐のカーニバル Bōgyaku no kānibaru) - 46. W końcu jesteśmy siostrami (jap. 姉妹だもんね Shimai da mon ne) |                      |                        |                      |                        |
| 7 | 17 lutego 2014       | ISBN 978-4-06-395013-7 | 25 lutego 2020       | ISBN 978-83-8001-537-1 |
| Lista rozdziałów - 47. Apostoł zniszczenia (jap. 破壊の使徒 Hakai no shito) - 48. Totalna destrukcja (jap. めでたく全滅 Medetaku zenmetsu) - 49. Druzgocąca klęska (jap. 余儀なき敗走 Yoginaki haisō) - 50. Jarmark i po jarmarku (jap. 祭りのあとの Matsuri no ato no) - 51. W głębi serca (jap. 胸の奥 Mune no oku) - 52. Prawda wychodzi na jaw (jap. 噂の真相 Uwasa no shinsō) - 53. Olbrzym w zbroi przeciw wrzaskowi o świcie (jap. 鎧巨人 対 暁闇の咆哮 Āmā jaianto tai dōn roā) - 54. Mężczyzna, który nawet nie drgnął (jap. 動かなかった男 Ugokanakatta otoko) |                      |                        |                      |                        |
| 8 | 17 kwietnia 2014     | ISBN 978-4-06-395054-0 | 5 maja 2020          | ISBN 978-83-8001-578-4 |
| Lista rozdziałów - 55. Mężczyzna, który nie znał litości (jap. その男、無情につき Sono otoko, mujō ni tsuki) - 56. Zapada zmrok (jap. アンホーリィ・ナイト Anhōryi naito) - 57. Wspomnienie dawnych dni (jap. 遠き日の風景 Tōki hi no fūkei) - 58. Decyzja (jap. 背負う覚悟 Seou kakugo) - 59. Mężczyzna, który nie rozumiał ludzkich serc (jap. 読めない男参入 Yomenai otoko sannyū) - 60. Macki chaosu (jap. にじみ出す混沌 Nijimidasu konton) - 61. Rozpędzone legendy (jap. 駆りたてられる伝説たち Karitaterareru densetsu-tachi) - 62. Licho nie śpi (jap. 悪党は止まらない Akutō wa tomaranai) - Bonusik. Miejsce tylko dla niego (jap. 彼の居場所 Kare no ibasho) |                      |                        |                      |                        |
| 9 | 17 czerwca 2014      | ISBN 978-4-06-395107-3 | 28 lipca 2020        | ISBN 978-83-8001-601-9 |
| Lista rozdziałów - 63. Artur Pendragon (jap. アーサー・ペンドラゴン Āsā Pendoragon) - 64. Jak dostać się do stolicy (jap. 王国侵入作戦！！ Ōkoku shin’nyū sakusen!!) - 65. Nieuniknione starcie (jap. 回避しえぬ衝突 Kaihi shienu shōtotsu) - 66. Pierwsza krew (jap. 最初の犠牲 Saisho no gisei) - 67. Pojawia się pierwsza rysa (jap. 亀裂 Kiretsu) - 68. Miażdząca przewaga (jap. 圧倒的戦力差 Attōteki senryoku-sa) - 69. Każdego czeka kiedyś ten pierwszy raz (jap. 初体験は誰にでもある Hatsu taiken wa dare ni demo aru) - 70. Piekło Dreyfusa (jap. 業火の聖騎士長 Gōka no Seikishi-chō) - 71. Z ciemności (jap. 闇に在るもの Yami ni aru mono) |                      |                        |                      |                        |
| 10 | 16 sierpnia 2014     | ISBN 978-4-06-395162-2 | 11 września 2020     | ISBN 978-83-8001-614-9 |
| Lista rozdziałów - 72. Meżczyzna, który się spóźnił (jap. 遅すぎた男 Oso sugita otoko) - 73. Nawet za cenę życia (jap. この命にかえても Kono inochi ni kaete mo) - Bonusik. Król elfów, który długo kazał na siebie czekać (jap. まちぼうけの妖精王 Machibōke no yōsei-ō) - 74. Spełniona obietnica (jap. 果たされる約束 Hatasareru yakusoku) - 75. Królem być (jap. 王たる所似 Ō taru yuen) - 76. Siostrzana miłość (jap. 王女たちの想い Ōjo-tachi no omoi) - 77. Jego uczucia (jap. あのコへの想い Ano ko e no omoi) - 78. Warunek (jap. 命と引きかえに Inochi to hikikae ni) |                      |                        |                      |                        |
| 11 | 17 października 2014 | ISBN 978-4-06-395219-3 | 6 listopada 2020     | ISBN 978-83-8001-639-2 |
| Lista rozdziałów - 79. Muszę to w końcu powiedzieć (jap. 今一度 Ima ichido) - 80. Nagły zwrot akcji (jap. 怒涛の逆転劇 Dotō no gyakuten geki) - 81. Atak Meliodasa (jap. メリオダスの一撃 Meriodasu no ichigeki) - 82. Zaklęcie na odwagę (jap. 勇気のまじない Yūki no majinai) - 83. Szkarłatny wieprz (jap. 紅蓮の豚 Guren no buta) - 84. I to by było na tyle (jap. 一件落着 Ikken rakuchaku) - 85. Uczta (jap. 宴の始まり Utage no hajimari) - 86. Co nam teraz grozi (jap. 今そこに迫る脅威 Ima soko ni semaru kyōi) - Bonusik. Wieczna chwila (jap. 永遠の刹那 Eien no sestina) |                      |                        |                      |                        |
| 12 | 17 grudnia 2014      | ISBN 978-4-06-395265-0 | 31 grudnia 2020      | ISBN 978-83-8001-668-2 |
| Lista rozdziałów - 87. Gniew i chciwość (jap. <憤怒>と<強欲> Funnu to gōyoku) - 88. Piekło na ziemi (jap. この世の地獄 Kono yo no jigoku) - 89. Błaganie (jap. 切なる願い Setsunaru negai) - 90. Ostatnie, co mogę dla ciebie zrobić (jap. 君のためにできること Kimi no tame ni dekiru koto) - 91. La créature abominable (jap. 忌むべき存在 Imubeki sonzai) - 92. Początek ostatecznej bitwy (jap. 最終決戦開始 Saishū kessen kaishi) - 93. Krew i popioły (jap. 赤と灰 Aka to hai) - 94. Zwątpienie (jap. 絶望降臨 Zetsubō kōrin) - 95. Zawiedzione nadzieje (jap. 潰える希望 Tsuieru kibō) - Bonusik. Towarzysze (jap. 相棒 Aibō) |                      |                        |                      |                        |
| 13 | 17 lutego 2015       | ISBN 978-4-06-362290-4 | 20 marca 2021        | ISBN 978-83-8001-708-5 |
| Lista rozdziałów - 96. Hawk (jap. ホーク Hōku) - 97. Elizabeth (jap. エリザベス Erizabesu) - 98. Błaganie (jap. 祈り Inori) - 99. Ostateczna walka (jap. 決着 Kecchaku) - 100. Błaganie (jap. 英雄たち Eiyū-tachi) - 101. Potęga miłości (jap. 愛の力 Ai no chikara) - 102. Nadchodzi pożegnanie (jap. 別れの予感 Wakare no yokan) - 103. Nowa przygoda (jap. 新たなる旅立ち Aratanaru tabidachi) - 104. Powrót króla elfów (jap. 妖精王の帰還 Yōsei-ō no kikan) - Bonusik. Wszystko płynie (jap. 一変する世界 Ippen suru sekai) |                      |                        |                      |                        |
| 14 | 17 kwietnia 2015     | ISBN 978-4-06-362295-9 | 19 maja 2021         | ISBN 978-83-8001-737-5 |
| Lista rozdziałów - 105. Jestem nikim (jap. 何者でもない Nanimono demo nai) - 106. Oko Balora (jap. バロールの魔眼 Barōru no magan) - 107. W poszukiwaniu prawdy (jap. 真実を求めて Shinjitsu o motomete) - 108. Słodkie przebudzenie (jap. 優しい目覚め Yasashii mezame) - 109. Wstrząs (jap. 激震 Gekishin) - 110. Wyznanie (jap. 告白 Kokuhaku) - 111. Męska rozmowa (jap. 男の言い分 Otoko no iibun) - 112. Dowód istnienia (jap. 存在と証明 Sonzai to shōmei) - 113. Objawienie (jap. 啓示 Keiji) |                      |                        |                      |                        |
| 15 | 17 czerwca 2015      | ISBN 978-4-06-395418-0 | 22 lipca 2021        | ISBN 978-83-8001-771-9 |
| Lista rozdziałów - 114. Na rozstajach (jap. とまどう英雄たち Tomadō eiyū-tachi) - 115. Koszmar powraca (jap. 悪夢ふたたび Akumu futatabi) - 116. Święty skarb Lostvayne (jap. 神器ロストヴェイン Jingi Rosutovein) - 117. Dwaj królowie elfów (jap. 二人の妖精王 Futari no yōsei-ō) - 118. Wielkie starcie w lesie króla elfów (jap. 激突！！妖精王の森 Gekitotsu!! Yōsei-ō no mori) - 119. Dziesięć przykazań rusza do walki (jap. 〈十戒〉始動 Jikkai shidō) - 120. Dławiąca przewaga (jap. 圧倒的暴力 Attōteki bōryoku) - 121. Nie do przewidzenia (jap. 予測不能 Yosoku funō) - Bonusik. Harlequin i Helbram (jap. ハーレクインとヘルブラム Hārekuin to Heruburamu) |                      |                        |                      |                        |
| 16 | 12 sierpnia 2015     | ISBN 978-4-06-395458-6 | 16 września 2021     | ISBN 978-83-8001-796-2 |
| Lista rozdziałów - 122. Inwazja demonów (jap. 魔神族の進攻 Majin-zoku no shinkō) - 123. Przywódca zakonu żałuje swoich win (jap. 償いの聖騎士長 Tsugunai no seikishi-chō) - 124. Zgubne skutki przyjaźni (jap. 友情がもたらしたもの Yūjō ga motarashita mono) - 125. Jak pokonać dziesięć przykazań (jap. 打倒〈十戒〉 Datō jikkai) - 126. Miejsce z moich wspomnień (jap. 記憶が目指す場所 Kioku ga mezasu basho) - Bonusik. Sny, które się nie spełnią (jap. 少女は叶わぬ夢を見る Shōjo wa kanawanu yume o miru) - 127. Powrót rozpaczy (jap. 絶望との再会 Zetsubō to no saikai) |                      |                        |                      |                        |
| 17 | 16 października 2015 | ISBN 978-4-06-395519-4 | 27 grudnia 2021      | ISBN 978-83-8001-841-9 |
| Lista rozdziałów - 128. Jakaby nikogo nie było w pobliżu (jap. その存在 傍若無人 Sono sonzai bōjakubujin) - 129. Święta ziemia druidów (jap. ドルイドの聖地 Doruido no seichi) - 130. Słodki przeszywa mnie ból (jap. やさしく貫く その痛み Yasashiku tsuranuku sono itami) - 131. Słowo dane ukochanej (jap. 愛する者との約束 Aisuru mono to no yakusoku) - 132. Czego nam brakowało (jap. 僕たちに欠けたもの Bokutachi ni kaketa mono) - 133. Nerwy i niepokój (jap. 焦りと不安 Aseri to fuan) - 134. Do tego który już nie jest kapitanem (jap. もう団長ではない君へ Mō danchō de wa nai kimi e) - 135. Pójdę się tylko z nimi przywitać (jap. ほんの挨拶 Honno aisatsu) |                      |                        |                      |                        |
| 18 | 17 grudnia 2015      | ISBN 978-4-06-395561-3 | 27 kwietnia 2022     | ISBN 978-83-8001-928-7 |
| Lista rozdziałów - 136. W kleszczach lęku (jap. 散開する恐怖 Sankai suru kyōfu) - 137. Między nami (jap. 僕と君の間に Boku to kimi no aida ni) - 138. Walka z ciemnością (jap. 闇との戦い Yami to no tatakai) - 139. Opowiedz mi bajkę (jap. 昔の話を聞かせて Mukashi no hanashi o kikasete) - 140. Złodziej i chłopiec (jap. 盗賊と少年 Tōzoku to shōnen) - 141. Ojciec i syn (jap. 父親と息子 Chichioya to musuko) - 142. Oblicza miłości (jap. 愛の在り処 Ai no arika) - 143. Wołanie strażniczki lasu (jap. 聖女の叫び Seijo no sakebi) - 144. Mężczyzna zwany chciwością (jap. その男〈強欲〉につき Sono otoko gōyoku ni tsuki) |                      |                        |                      |                        |
| 19 | 17 lutego 2016       | ISBN 978-4-06-395602-3 | 31 sierpnia 2022     | ISBN 978-83-8001-989-8 |
| Lista rozdziałów - 145. Piękna dusza (jap. 美しき魂 Utsukushiki tamashii) - 146. Źegnaj, rozbójniku (jap. さらば愛しき盗賊 Saraba itoshiki tōzoku) - 147. Śmiertelny pościg (jap. 死の猛追 Shi no mōtsui) - 148. Gra Galanda (jap. ガラン・ゲーム Garan gēmu) - 149. Moc Galanda (jap. ガランの魔力 Garan no maryoku) - 150. Pan słońca (jap. 太陽の主 Taiyō no aruji) - 151. Scena już na nas czeka (jap. 舞台がボクらを待っている Butai ga bokura o matte iru) - 152. Ciepło domowego ogniska (jap. 燭光にさそわれて Shokkō ni sasowarete) - 153. Mrożące krew w żyłach wyznanie (jap. 戦慄の告白 Senritsu no kokuhaku) |                      |                        |                      |                        |
| 20 | 15 kwietnia 2016     | ISBN 978-4-06-358807-1 | 3 listopada 2022     | ISBN 978-83-8257-010-6 |
| Lista rozdziałów - 154. Ten się śmieje, kto się śmieje ostatni (jap. 悪魔は微笑む Akuma wa hohoemu) - 155. Śmiertelna pułapka (jap. 死の罠の迷宮 Shi no wana no meikyū) - 156. Wędrówka w labiryncie (jap. 迷宮探索競技 Meikyū tansaku kyōgi) - 157. Wielkie zamieszanie w labiryncie (jap. 乱れ舞い踊る挑戦者たち Midare maiodoru chōsensha-tachi) - 158. Szalone przyjęcie powitalne (jap. 狂宴の勇者たち Kyōen no yūsha-tachi) - 159. Nie potrzeba nam słów (jap. 言葉はいらない Kotoba wa iranai) - 160. Naprzód! Do celu! (jap. ゴー！！ブレイクスルー Gō!! Bureikusurū) - 161. Legendy (jap. 伝承の者共 Denshō no monodomo) - 162. Złączeni przeznaczeniem (jap. 運命の共闘者は誰だ！？ Unmei no kyōtō-sha wa dare da!?) |                      |                        |                      |                        |
| 21 | 15 czerwca 2016      | ISBN 978-4-06-358831-6 | 20 lutego 2023       | ISBN 978-83-8257-094-6 |
| Lista rozdziałów - 163. Królewna i strażniczka wody życia (jap. 王女と聖女 Ōjo to seijo) - 164. Żadnych ustępstw (jap. 譲らぬ者共 Yuzuranu monodomo) - 165. Niedobrana para (jap. ちぐはぐラバーズ Chiguhagu rabāzu) - 166. Coś się zaczyna (jap. そこに芽吹くもの Soko ni mebuku mono) - 167. La prunelle des mes yeux (jap. キミの中の大切な Kimi no naka no taisetsu na) - 168. Plan całkowitego zniszczenia dziesięciu przykazań (jap. 〈十戒〉殲滅計画 „Jikkai” senmetsu keikaku) - 169. Legendarny słaby rycerz (jap. 伝説の最弱聖騎士 Densetsu no saijaku seikishi) - 170. Dla kogo jaśnieje to światło? (jap. その光は誰が為に Sono hikari wa dare ga tame ni) - Bonusik. Odsłoń przede mną wszystko (jap. ハダカのココロ Hadaka no kokoro) |                      |                        |                      |                        |
| 22 | 17 sierpnia 2016     | ISBN 978-4-06-395729-7 | 21 kwietnia 2023     | ISBN 978-83-8257-161-5 |
| Lista rozdziałów - 171. Nadeszła pora (jap. 時は来たれり Toki wa kitareri) - 172. Do moich niegdysiejszych druhów (jap. かつて友だった お前たちへ Katsute tomodatta omaetachi e) - 173. Zapada mrok (jap. 闇は降り立つ Yami wa oritatsu) - 174. Meliodas kontra dziesięć przykazań (jap. メリオダス ｖｓ．〈十戒〉 Meriodasu vs.〈Jikkai〉) - 175. Kochany Meliodasie (jap. 愛するメリオダスへ Aisuru Meriodasu e) - 176. Ciemność przemawia (jap. 闇は語る Yami wa kataru) - 177. To co mogę dla ciebie zrobić (jap. 僕が君にしてあげられること Boku ga kimi ni shite age rareru koto) - 178. Britannia w mroku (jap. 暗黒のブリタニア Ankoku no Buritania) - 179. Szukając nadziei (jap. 希望を求めて Kibō o motomete) |                      |                        |                      |                        |
| 23 | 17 października 2016 | ISBN 978-4-06-395778-5 | 28 czerwca 2023      | ISBN 978-83-8257-198-1 |
| Lista rozdziałów - 180. Błędny rycerz (jap. さまよえる騎士 Samayoeru kishi) - 181. Przywódca świętych rycerzy, sir Zaratras (jap. 聖騎士ザラトラス Seikishi Zaratorasu) - 182. Wspomnienie ciepła (jap. たしかなぬくもり Tashikana nukumori) - 183. Strefa niebezpieczeństwa (jap. デンジャーゾーン Denjā zōn) - 184. Wielkie starcie! (jap. 超激突！！ Chō gekitotsu!) - 185. Pycha kontra miłość (jap. 〈傲慢〉 ｖｓ．〈慈愛〉 〈Gōman〉vs. 〈Jiai〉) - 186. Liones w defensywie (jap. リオネス防衛戦 Rionesu bōei-sen) - 187. Przepadnijcie, nikczemnicy (jap. 滅びよ邪悪な者共よ Horobiyo jaakuna monodomo yo) - 188. Powrót grzechu (jap. 〈罪〉の帰還 〈Tsumi〉 no kikan) |                      |                        |                      |                        |
| 24 | 16 grudnia 2016      | ISBN 978-4-06-395829-4 | 28 sierpnia 2023     | ISBN 978-83-8257-234-6 |
| Lista rozdziałów - 189. Bohater powraca! (jap. 英雄立つ！！ Eiyū tatsu!!) - 190. Mroczny bankiet (jap. 魔宴 Maen) - 191. Niezaspokojona (jap. 満たされぬ女 Mitasa renu on’na) - 192. Hendrickson kontra Fraudrin (jap. ヘンドリクセン vs．フラウドリン Hendorikusen vs. Furaudorin) - 193. Determinacja mistrza zakonu świętych rycerzy (jap. 覚悟の聖騎士長 Kakugo no seikishi-chō) - 194. Okrutna nadzieja (jap. 残酷なる希望 Zankokunaru kibō) - 195. Koniec bitwy obronnej Liones! (jap. リオネス防衛戦終結！ Rionesu bōei-sen shūketsu!) - 196. Wystarczy, że ze mną jesteś (jap. 君がいるだけで Kimi ga iru dake de) - 197. Toutes les réponses (jap. それぞれの答え Sorezore no kotae) - Bonusik. Grzechy na wakacjach (jap. 大罪 Ｖａｃａｔｉｏｎ Taizai Vacation) |                      |                        |                      |                        |
| 25 | 17 marca 2017        | ISBN 978-4-06-362353-6 | 27 października 2023 | ISBN 978-83-8257-293-3 |
| Lista rozdziałów - 198. Olbrzymka i elf (jap. 巨人と妖精 Kyojin to yōsei) - 199. Pozbawieni światła (jap. 光なき者たち Hikari nakisha-tachi) - 200. Wspomnienia ze świętej wojny (jap. 聖戦の記憶 Seisen no kioku) - 201. Zjednoczeni w wysiłkach (jap. 共闘する者たち Kyōtō suru mono-tachi) - 202. Aktorzy świętej wojny (jap. 聖戦の役者たち Seisen no yakusha-tachi) - 203. Plan Ludociela (jap. リュドシェルの計画 Ryudosheru no keikaku) - 204. Niech się stanie światłość (jap. 光あれ Hikari are) - 205. Dziesięć przykazań kontra cztery archanioły (jap. 〈十戒〉 ｖｓ．〈四大天使〉 〈Jikkai〉vs.〈Yondaitenshi〉) - 206. Ryk dzikiej bestii (jap. 野獣 吼える Yajū hoeru) |                      |                        |                      |                        |
| 26 | 17 maja 2017         | ISBN 978-4-06-395948-2 | 15 grudnia 2023      | ISBN 978-83-8257-319-0 |
| Lista rozdziałów - 207. Siewcy zniszczenia (jap. 破壊獣インデュラ Hakai-jū Indeyura) - 208. Elizabeth kontra Indury (jap. エリザベス ｖｓ．インデュラ Erizabesu vs. Indeyura) - 209. Wybiegając w przyszłość (jap. 未来への前進 Mirai e no zenshin) - 210. Wir emocji (jap. 感情メイルシュトローム Kanjō meirushutorōmu) - 211. Pożegnanie (jap. さよならを告げる人 Sayonara o tsugeru hito) - Bonusik. Lalka błagająca o miłość (jap. 人形は愛を乞う Ningyō wa ai o kou) - 212. Prezent (jap. 贈り物 Okurimono) - 213. To uczucie nazywamy miłością (jap. それをボクらは愛と呼ぶ Sore o boku-ra wa ai to yobu) - Bonusik. Jak delikatnie przełamać zaklęcie (jap. やさしい魔法の解きかた Yasashii mahō no tokikata) - Bonusik. To, co chcę ci przekazać (jap. キミに伝えたいのは Kimi ni tsutaetai no wa) - Bonusik. „Zachłanność” Hawk (jap. 〈物欲〉のホーク Butsuyoku no Hōku) |                      |                        |                      |                        |
| 27 | 14 lipca 2017        | ISBN 978-4-06-510039-4 | 4 marca 2024         | ISBN 978-83-8257-360-2 |
| Lista rozdziałów - 214. Nie dosięgnie już ciebie z tamtych dni (jap. あの日の君にはもう届かない Ano hi no kimi ni wa mou todokanai) - 215. Zeldris egzekutor (jap. 処刑人ゼルドリス Shokei hito zerudorisu) - 216. Grzechy, zbierzcie się! (jap. いざ、大罪集結へ！！ Iza, taizai shūketsu e!!) - 217. Gdzie było serce (jap. 心の在り処 Kokoro no arika) - 218. Znów się spotykamy (jap. また会えたね Mata aeta ne) - 219. Odpoczynek bohaterów (jap. 英雄たちの休息 Eiyū-tachi no kyūsoku) - 220. Uczta bohaterów (jap. 英雄たちの宴 Eiyū-tachi no utage) - 221. Niespokojne serce (jap. はやる心 Hayaru kokoro) - 222. Przeklęci kochankowie (jap. 呪われし恋人たち Norowa reshi koibito-tachi) |                      |                        |                      |                        |
| 28 | 17 października 2017 | ISBN 978-4-06-510242-8 | 22 kwietnia 2024     | ISBN 978-83-8257-404-3 |
| Lista rozdziałów - 223. Zdezorientowani kochankowie (jap. とまどう恋人たち Tomadō koibito-tachi) - 224. To właśnie ścieżka, którą kroczymy przez życie (jap. それが僕らの生きる道 Sore ga bokurano ikiru michi) - 225. Différant disputes (jap. それぞれの葛藤 Sorezore no kattō) - 226. Furia (jap. アラクレ Arakure) - 227. Urazy nie śpią (jap. 怨念たちは眠らない On’nen-tachi wa nemuranai) - 228. Bogini i święta (jap. 女神と聖女 Megami to seijo) - 229. Miłość orężem niewiasty (jap. 愛は乙女の力 Ai wa otome no chikara) - 230. Omyłka Melasculi (jap. メラスキュラの誤算 Merasukyura no gosan) - 231. Pycha kontra gniew (jap. 〈傲慢〉 ｖｓ．〈憤怒〉 <Gōman> vs. <Funnu>) |                      |                        |                      |                        |
| 29 | 15 grudnia 2017      | ISBN 978-4-06-510582-5 | 28 czerwca 2024      | ISBN 978-83-8257-468-5 |
| Lista rozdziałów - 232. Najsilniejszy kontra najpodlejszy (jap. 最強 ｖｓ．最凶 Saikyō vs. Saikyō) - 233. Obrażenia (jap. ダメージ Damēji) - 234. Wrota w nieznane (jap. 未知への扉 Michi e no tobira) - 235. Nowe zagrożenie (jap. 新たなる脅威 Aratanaru kyōi) - 236. Rendez-vous z rozpaczą (jap. 絶望ランデブー Zetsubō randebū) - 237. Czart wysysak (jap. おしゃぶりの鬼 Oshaburi no oni) - 238. W jednej sekundzie (jap. 愛は乙女の力 Umareta suki) - 239. Drogi kapitanie (jap. 団長へ Danchō e) - 240. Podwaliny przyszłości (jap. 未来への礎 Mirai e no ishizue) - Bonusik. Przeklęte zaręczyny (jap. 呪いの婚約 Noroi no kon’yaku) |                      |                        |                      |                        |
| 30 | 16 lutego 2018       | ISBN 978-4-06-510966-3 | 29 sierpnia 2024     | ISBN 978-83-8257-518-7 |
| Lista rozdziałów - 241. Odziedziczony duch (jap. 受け継がれる魂 Uketsuga reru tamashī) - 242. Koniec drużyny siedmiu grzechów głównych (jap. 〈七つの大罪〉終結 〈Nanatsu no taizai〉 shūketsu) - 243. Et puis il est parti en voyage (jap. そして彼は旅に出る Soshite kare wa tabi ni deru) - 244. Wybrana (jap. 選ばれし王女 Eraba reshi ōjo) - 245. Parada świętych (jap. 聖者の行進 Seija no kōshin) - 246. Przypadkowe spotkanie (jap. 邂逅 Kaigō) - 247. Przejęcie (jap. 回収 Kaishū) - 248. Wybory (jap. ボクたちの選択 Bokutachi no sentaku) - 249. Wymiana (jap. 取引 Torihiki) |                      |                        |                      |                        |
| 31 | 17 kwietnia 2018     | ISBN 978-4-06-511205-2 | 6 listopada 2024     | ISBN 978-83-8257-566-8 |
| Lista rozdziałów - 250. Determinacja królewny (jap. 構図 Kōzu) - 251. Pakt świętej wojny (jap. 聖戦協定 Seisen kyōtei) - 252. Dawne urazy (jap. 宿怨 Shukuen) - 253. Utracona łaska (jap. 失われし恩寵 Ushinawa reshi onchō) - 254. Camelot w rozpaczy (jap. 絶望のキャメロット Zetsubō no Kyamerotto) - 255. Dziecię nadziei (jap. 希望の子 Kibō no ko) - 256. Święty miecz przebija (jap. 貫く聖剣 Tsuranuku seiken) - 257. Pora wymarszu (jap. 出撃の時 Shutsugeki no toki) - 258. Podnosi się kurtyna świętej wojny (jap. 聖戦開始 Seisen kaishi) |                      |                        |                      |                        |
| 32 | 15 czerwca 2018      | ISBN 978-4-06-511616-6 | 28 stycznia 2025     | ISBN 978-83-8257-623-8 |
| Lista rozdziałów - 259. Britannia w horrorze wojny (jap. 戦渦のブリタニア Senka no Buritania) - 260. Co zawsze skrywałem na dnie serca (jap. キミに伝えたいこと Kimi ni tsutaetai koto) - 261. Zbłąkany kot (jap. 迷子の猫 Maigo no neko) - 262. Wypaczony ciemnością (jap. 闇に歪む者 Yami ni yugamu mono) - 263. Wybuch mroku (jap. 闇爆ぜる Yami hazeru) - 264. Skrzywiony i złamany (jap. 歪み捻じれ壊れる男 Yugami nejire kowareru otoko) - 265. Miłość poza kontrolą (jap. 暴走する愛 Bōsō suru ai) - Bonusik. Dobry sen (jap. 優しい夢 Yasashii yume) - 266. Ścigający i ścigany (jap. 追う者 追われる者 Ō mono owareru mono) - Bonusik. Do boju! Kapitanie resztkowego stołu! (jap. 戦え！！残飯処理騎士団団長！！ Tatakae!! Zanpan shori kishi-dan danchō!!) - Bonusik. W poszukiwaniu bielizny (jap. パンツを求めて Pantsu wo motomete) - Bonusik. O remoncie karczmy „Pod Świńską Czapą” (jap. 〈豚の帽子〉亭リニューアルにつきまして Buta no bōshi-tei rinyūaru ni tsukimashite) |                      |                        |                      |                        |
| 33 | 17 sierpnia 2018     | ISBN 978-4-06-512235-8 | —                    |                        |
| Lista rozdziałów - 267. Tenkū yori (jap. 天空より) - 268. Rengoku yori (jap. 天空より) - 269. Rengoku raifu (jap. 煉獄ライフ) - 270. Michi to no sōgū (jap. 未知との遭遇) - 271. Ichizu naru omoi (jap. 一途なる想い) - 272. Eigō suru tatakai (jap. 永劫する戦い) - 273. Seisen no giseisha (jap. 聖戦の犠牲者) - 274. Zetsubō no datenshi maeru (jap. 絶望の堕天使マエル) - 275. Kokoro wo hitotsu ni (jap. 心を一つに) |                      |                        |                      |                        |
| 34 | 16 listopada 2018    | ISBN 978-4-06-512991-3 | —                    |                        |
| Lista rozdziałów - 276. Kanashiki ichigeki (jap. 悲しき一撃) - 277. Ai kara jiyū ni naru sube wa nai (jap. 愛から自由になる術はない) - 278. Zetsubō ni tachimukae!! (jap. 絶望に立ち向かえ!!) - 279. Shōri no kane no ne (jap. 勝利の鐘の音) - 280. Hōkai (jap. 崩壊) - 281. Yōsei-ō vs. shi no tenshi (jap. 妖精王vs.死の天使) - 282. Gouseru vs. Maeru (jap. ゴウセルvs.マエル) - 283. Seikan e no katsubō (jap. 生還への渇望) - 284. Kibō e no tobira (jap. 希望への扉) - Bonusik. Mahiru no kettō (jap. 真昼の決闘) |                      |                        |                      |                        |
| 35 | 17 stycznia 2019     | ISBN 978-4-06-513877-9 | —                    |                        |
| Lista rozdziałów - 285. Sono saki ni aru mono (jap. その先に在るもの) - 286. Senkō (jap. 閃光) - 287. Ankoku no ōji (jap. 暗黒の王子) - 288. Ominusu Nebyura (jap. 凶星雲) - 289. <Gōman> vs. <Keishin> (jap. 〈傲慢〉ｖｓ.〈敬神〉) - 290. Kozakashiki ujimushi-tachi (jap. 小賢しき蛆虫たち) - 291. Majō no bansan (jap. 目には目を 歯には歯を) - 292. Akumu no kengen kibō no kikan (jap. 悪夢の顕現 希望の帰還) - 293. „Itsuka” ga kanau toki (jap. 「いつか」が叶う時) |                      |                        |                      |                        |
| 36 | 17 kwietnia 2019     | ISBN 978-4-06-514884-6 | —                    |                        |
| Lista rozdziałów - 294. Kibō to kattō to zetsubō (jap. 希望と葛藤と絶望) - 295. Shūketsu suru mono-tachi (jap. 集結するものたち) - 296. Tomo toshite ani toshite (jap. 友として 兄として) - 297. Taiyō no kyūsai (jap. 太陽の救済) - 298. Maeru vs. Zerudorisu (jap. マエルvs.ゼルドリス) - 299. Subete ga kooritsuku (jap. すべてが凍り付く) - 300. Majin-ō Meriodasu (jap. 魔神王メリオダス) - 301. Kami to taiji suru hito (jap. 神と対峙する人) - 302. Minna ga kimi o matte iru (jap. みんながキミを待っている) - Bonusik. Ane yo (jap. 妹よ) |                      |                        |                      |                        |
| 37 | 17 czerwca 2019      | ISBN 978-4-06-515676-6 | —                    |                        |
| Lista rozdziałów - 303. Minna ga kimi no chikara ni naru (jap. みんながキミの力になる) - 304. Shokeinin wa negau (jap. 処刑人は願う) - 305. Danmatsuma (jap. 断末魔) - 306. Nagaki tabi no shūchaku (jap. 永き旅の終着) - 307. Shiawase ni tsutsuma reru toki (jap. 幸せに包まれる時) - 308. Meriodasu ga kieru (jap. メリオダスが消える) - 309. Rega watashi no ikiru michi (jap. れが私の生きる道) - 310. Sayonara 〈Nanatsu no taizai〉 (jap. さよなら〈七つの大罪〉) - 311. Mada owaranai (jap. まだ終わらない) |                      |                        |                      |                        |
| 38 | 17 września 2019     | ISBN 978-4-06-516231-6 | —                    |                        |
| Lista rozdziałów - 312. Kaisen (jap. 開戦) - 313. Shukumei no kyōdai (jap. 宿命の兄弟) - 314. Futari no majin-ō (jap. 二人の魔神王) - 315. Saishū sensō (jap. 最終戦争) - 316. Shuon no Indura (jap. 主恩のインデュラ) - 317. Gōman naru ketsui (jap. 傲慢なる決意) - 318. Konmei no senkyō (jap. 混迷の戦況) - 319. Yurusarezaru kōchaku (jap. 許されざる膠着) - 320. Zetsubō no kyōdai (jap. 絶望の兄弟) |                      |                        |                      |                        |
| 39 | 15 listopada 2019    | ISBN 978-4-06-517356-5 | —                    |                        |
| Lista rozdziałów - 321. Hikari (jap. 光) - 322. Kimi no na o yobu koe (jap. キミの名を呼ぶ声) - 323. Boku wa koko ni iru (jap. ボクはここにいる) - 324. Kyōdai no yakusoku (jap. 兄弟の約束) - 325. Aragau mono-tachi (jap. 抗う者たち) - 326. 〈Nanatsu no taizai〉 vs. majin-ō (jap. ＜七つの大罪＞vs.魔神王) - 327. Esukanōru to iu otoko (jap. エスカノールという男) - Bonusik. Ō wa kodoku ni utau (jap. 王は孤独に歌う) - 328. Za wan arutimetto (jap. 天上天下唯我独尊の極み) |                      |                        |                      |                        |
| 40 | 15 listopada 2019    | ISBN 978-4-06-518271-0 | —                    |                        |
| Lista rozdziałów - 329. Zerudorisu vs. majin-ō (jap. ゼルドリスvs.魔神王) - 330. Agaki (jap. あがき) - 331. Tomo ni ten wo itadakazu (jap. 倶に天を戴かず) - 332. Daishō (jap. 代償) - 333. Gōman to bōshoku to kizuato (jap. 傲慢と暴食と傷跡) - 334. Hitotsu no jidai no owari (jap. 一つの時代の終わり) - 335. Majo ga motometsuzuketa mono (jap. 魔女が求めつづけたもの) - 336. Konton no ō (jap. 混沌の王) - 337. Mārin (jap. マーリン) |                      |                        |                      |                        |
| 41 | 15 maja 2020         | ISBN 978-4-06-518685-5 | —                    |                        |
| Lista rozdziałów - 338. Tanjō (jap. 誕生) - 339. Konton no ittan (jap. 混沌の一端) - 340. Anata ni aitakute (jap. あなたに会いたくて) - 341. Kyasu parīgu (jap. キャス・パリーグ) - 342. Shōri no otakebi (jap. 勝利の雄叫び) - 343. Eien no ōkoku (jap. 永遠の王国) - 344. Mirai e (jap. 未来へ) - 345. Tsugareyuku mono (jap. 継がれゆくもの) - 346. Ano sora no yō ni (jap. あの空のように) |                      |                        |                      |                        |